# Pouteria salicifolia
Pouteria salicifolia là một loài thực vật có hoa trong họ Hồng xiêm. Loài này được (Spreng.) Radlk. miêu tả khoa học đầu tiên năm 1882.